# Kortrijk

Đô thị Courtrai.

Kortrijk (tiếng Pháp: Courtrai) là thành phố lớn nhất, thủ phủ của tỉnh Tây Flanders, Vương quốc Bỉ. Thành phố này tọa lạc về phía tây bắc Bỉ.
Trung tâm lịch sử của thành phố là một di sản thế giới UNESCO. Thành phố có tổng dân số 75.338 người (thời điểm ngày 1 tháng 1 năm 2010), trong đó có 75.338 người sống ở khu vực trung tâm lịch sử. Vùng đô thị có diện tích 616 km² với tổng dân số 278.672 người tại thời điểm ngày 1 tháng 1 năm 2008.
The đô thị comprises:
| - Trung tâm lịch sử thành phố (I) - Heule (II) - Bissegem (III) - Marke (IV) - Aalbeke (V) - Rollegem (VI) - Bellegem (VII) - Kooigem (VIII) |

- Sân bay quốc tế Kortrijk-Wevelgem

## Di sản thế giới
Courtrai có kiến trúc Trung cổ nguyên vẹn. 
Ngoài ra thành phố còn có các công trình nỏio bật khác như Beguinage, gothic city hall, Giáo đường Saint-Martin, Groeningemuseum, Broel Towers.

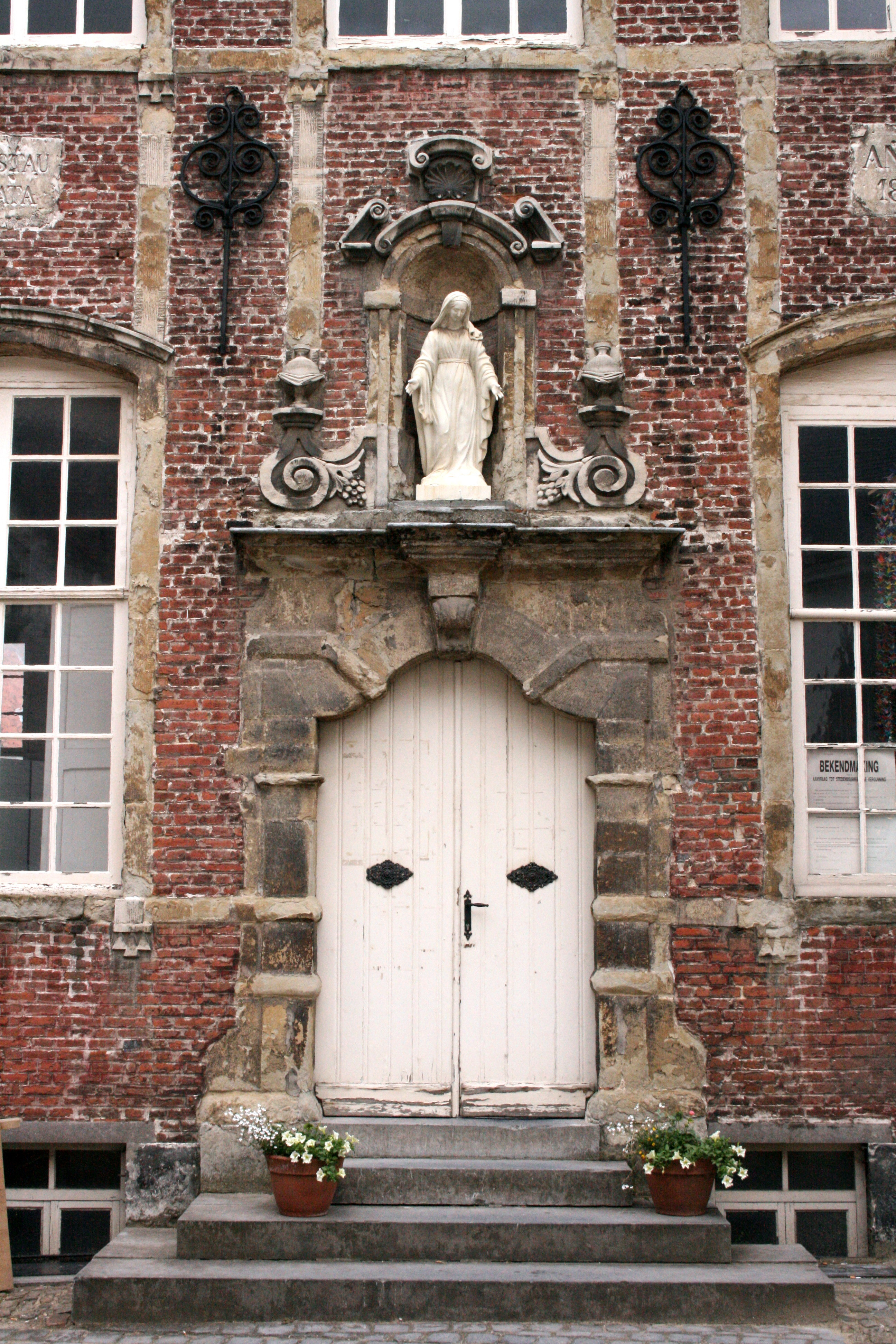
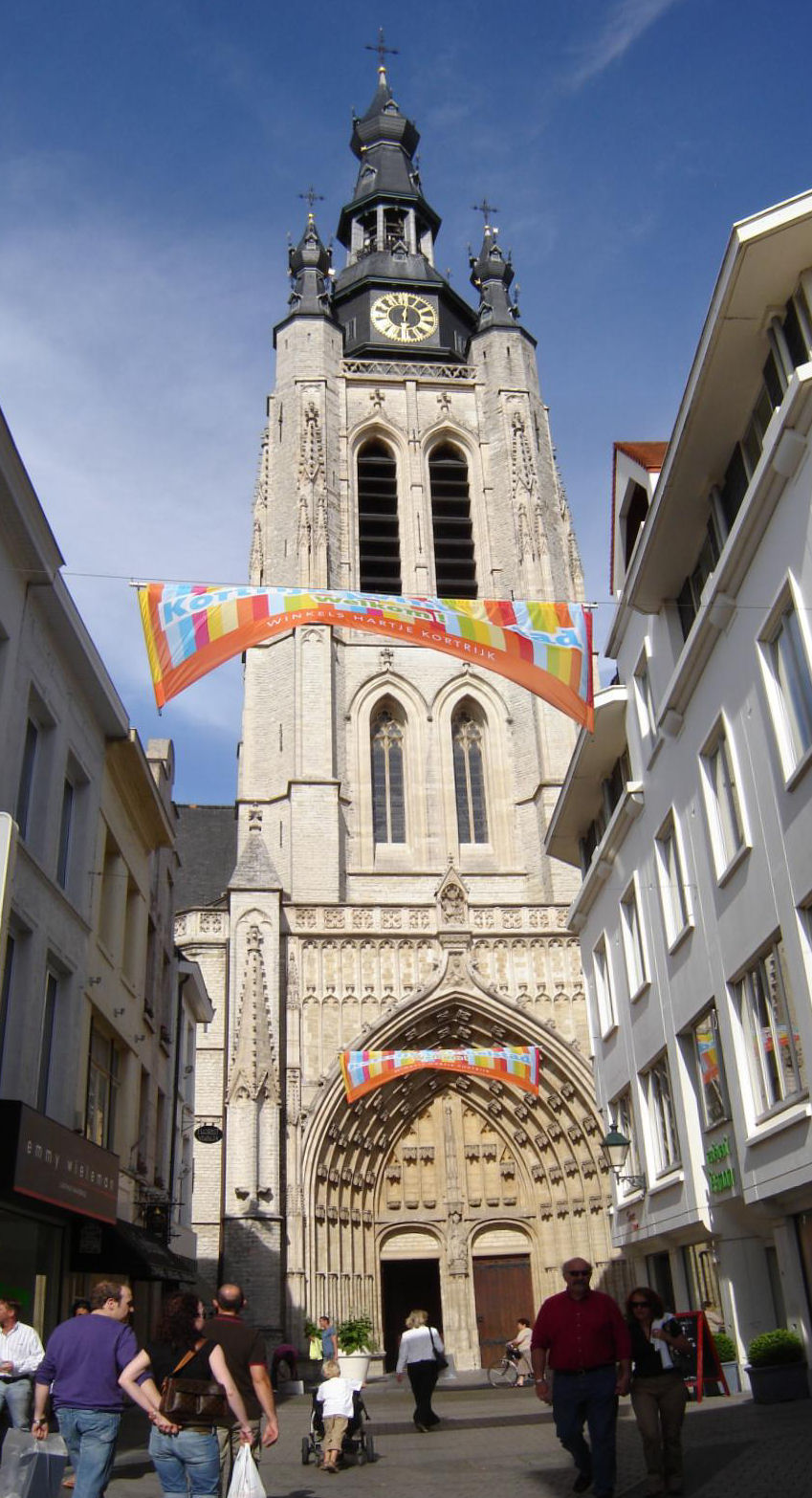
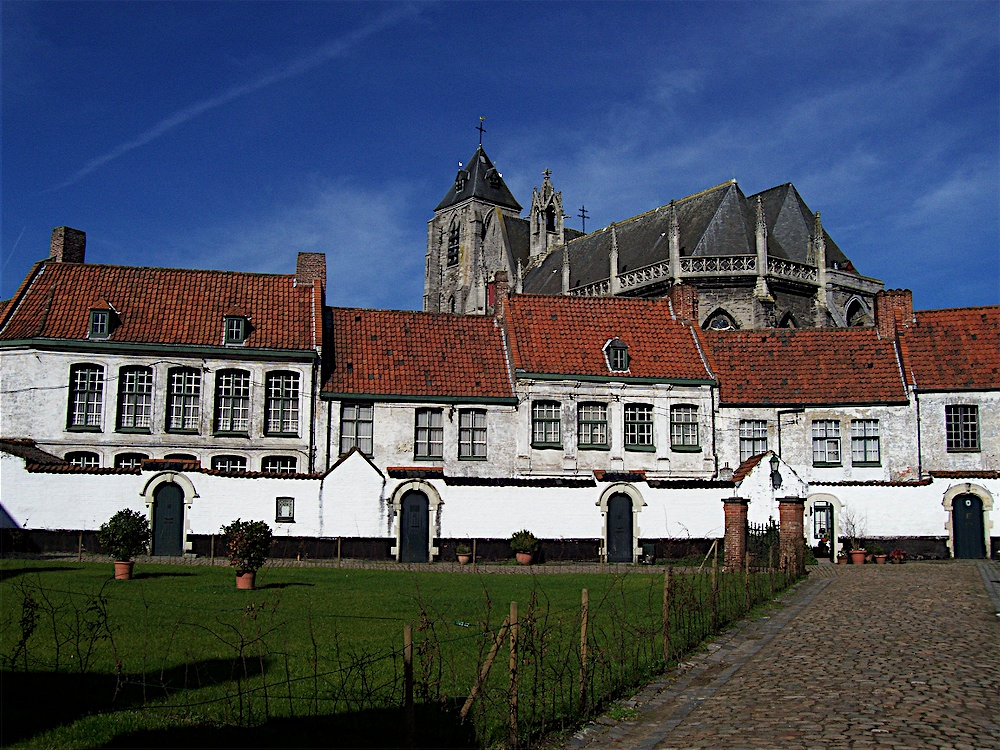
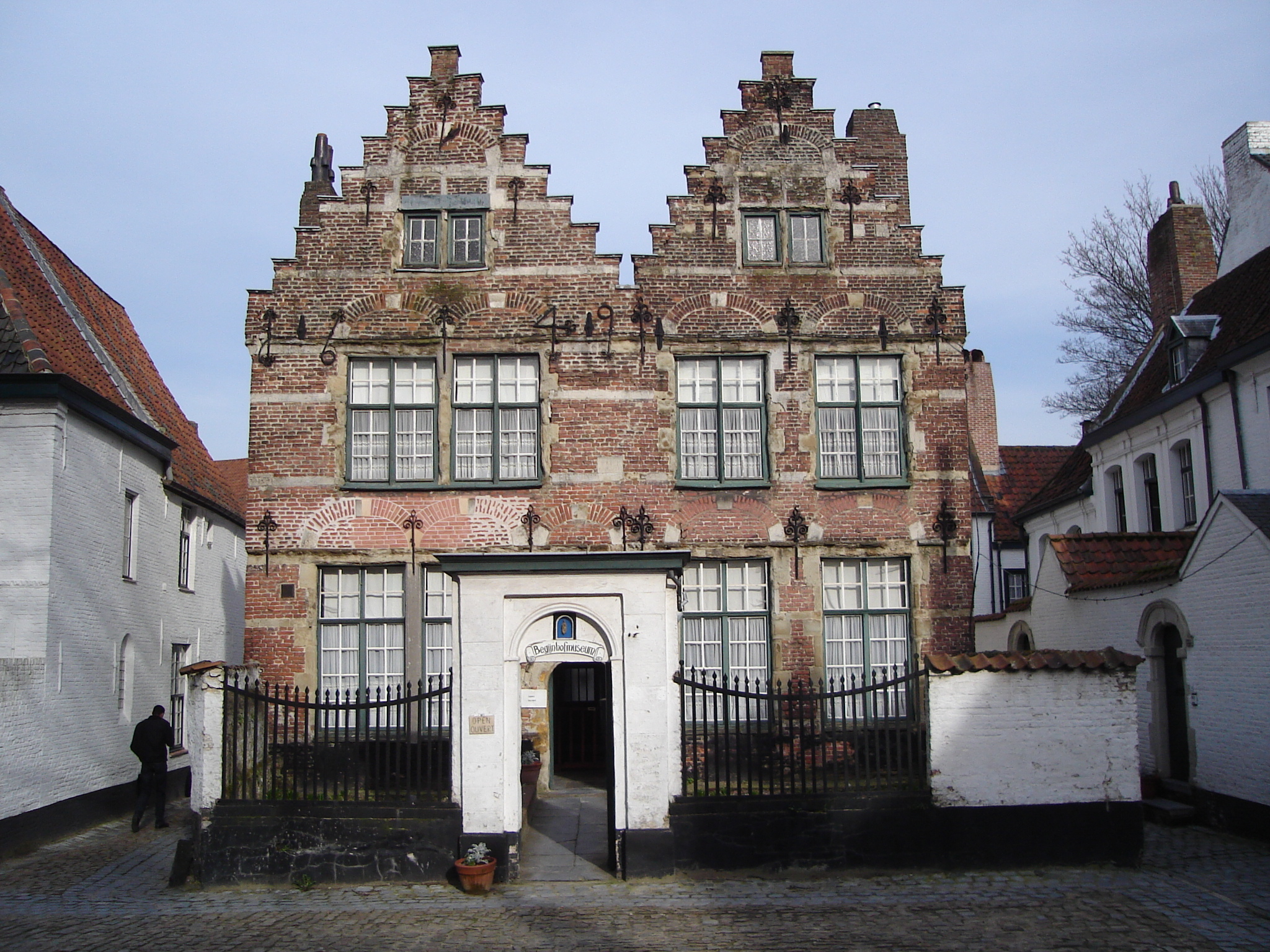
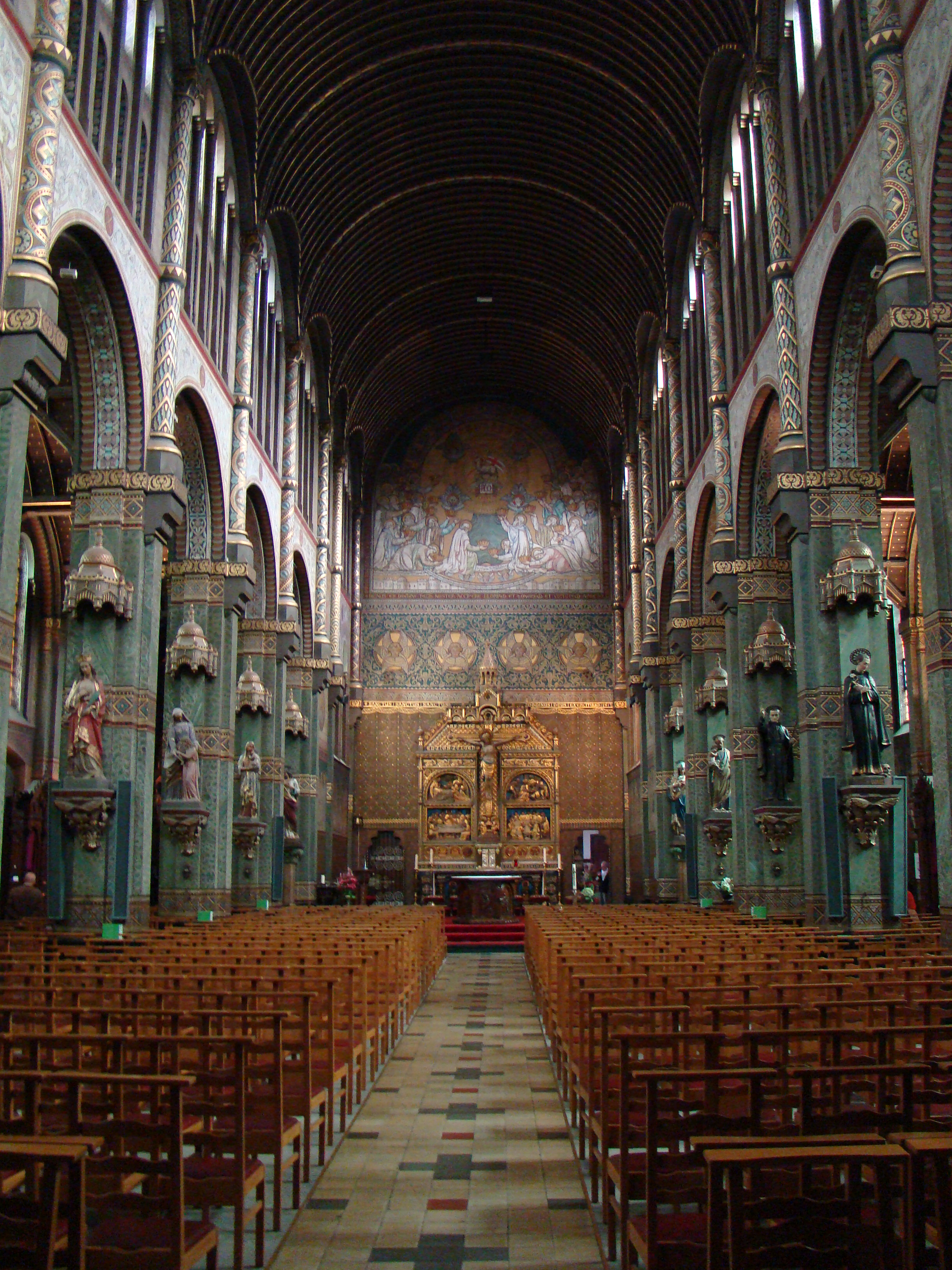
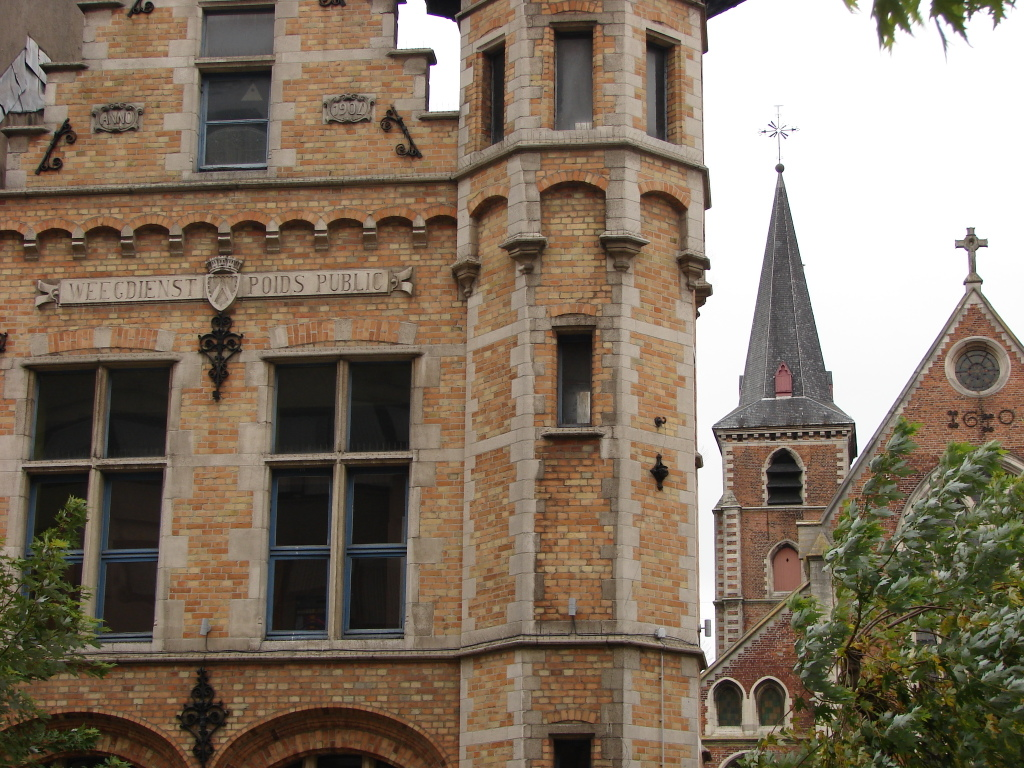
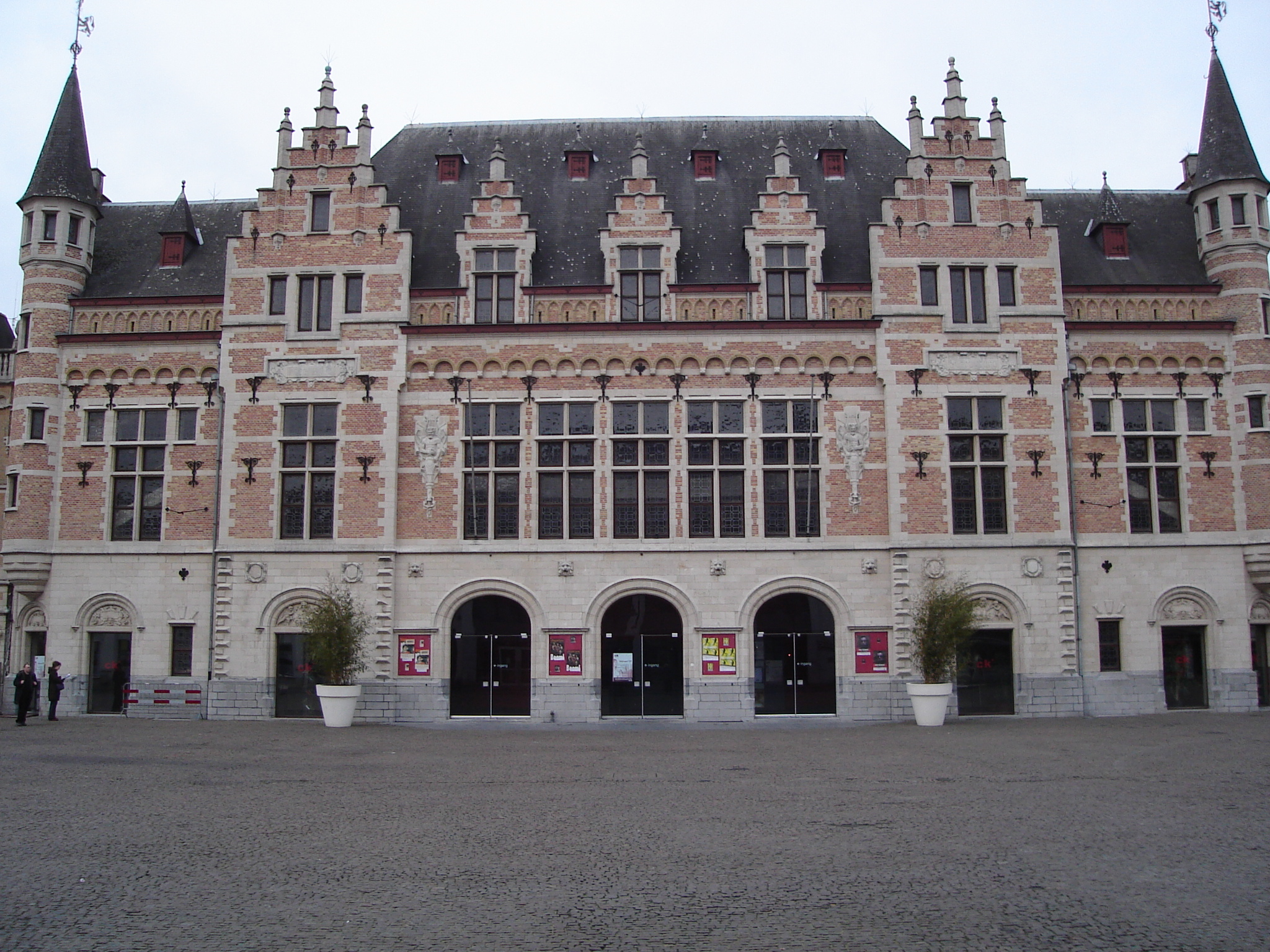
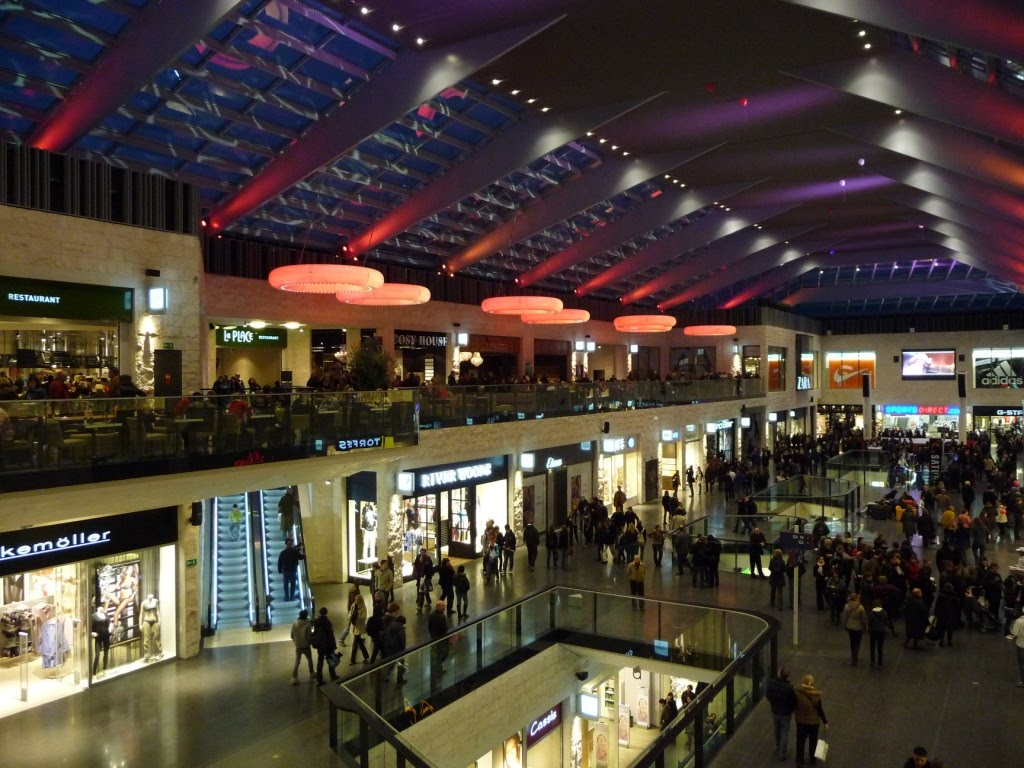
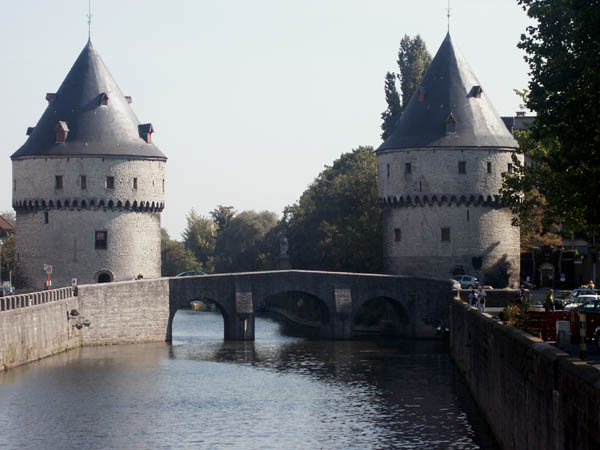
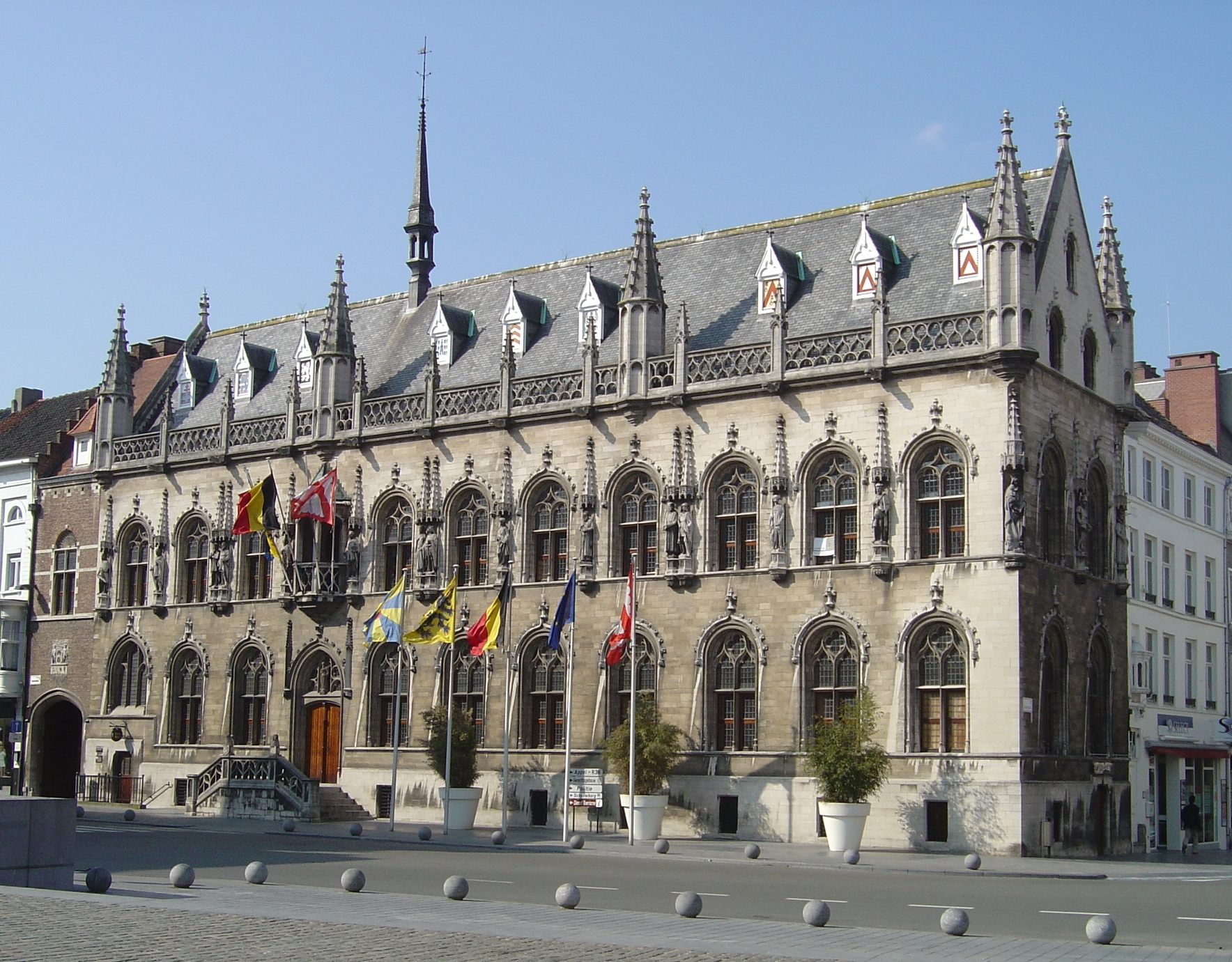
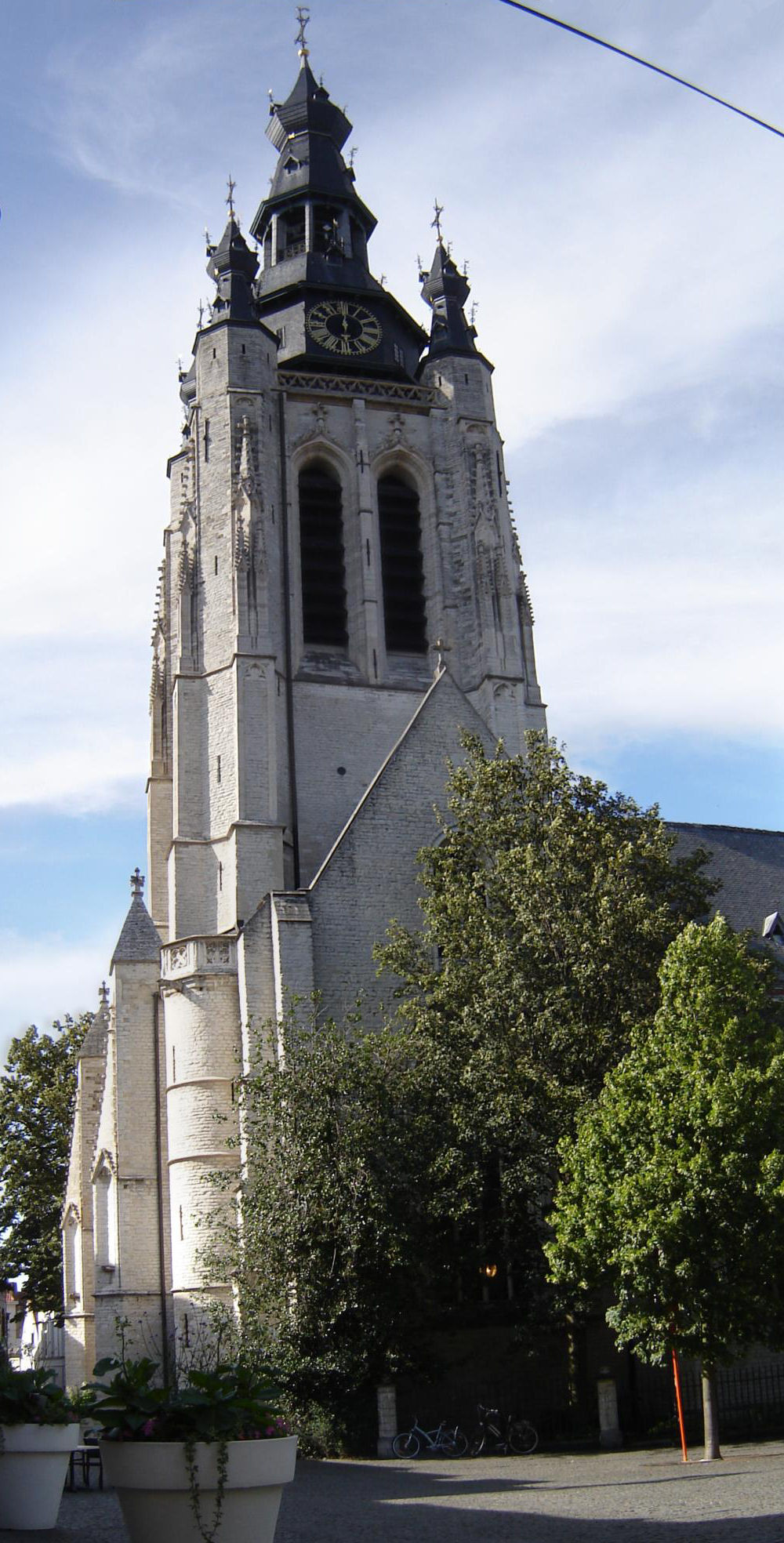
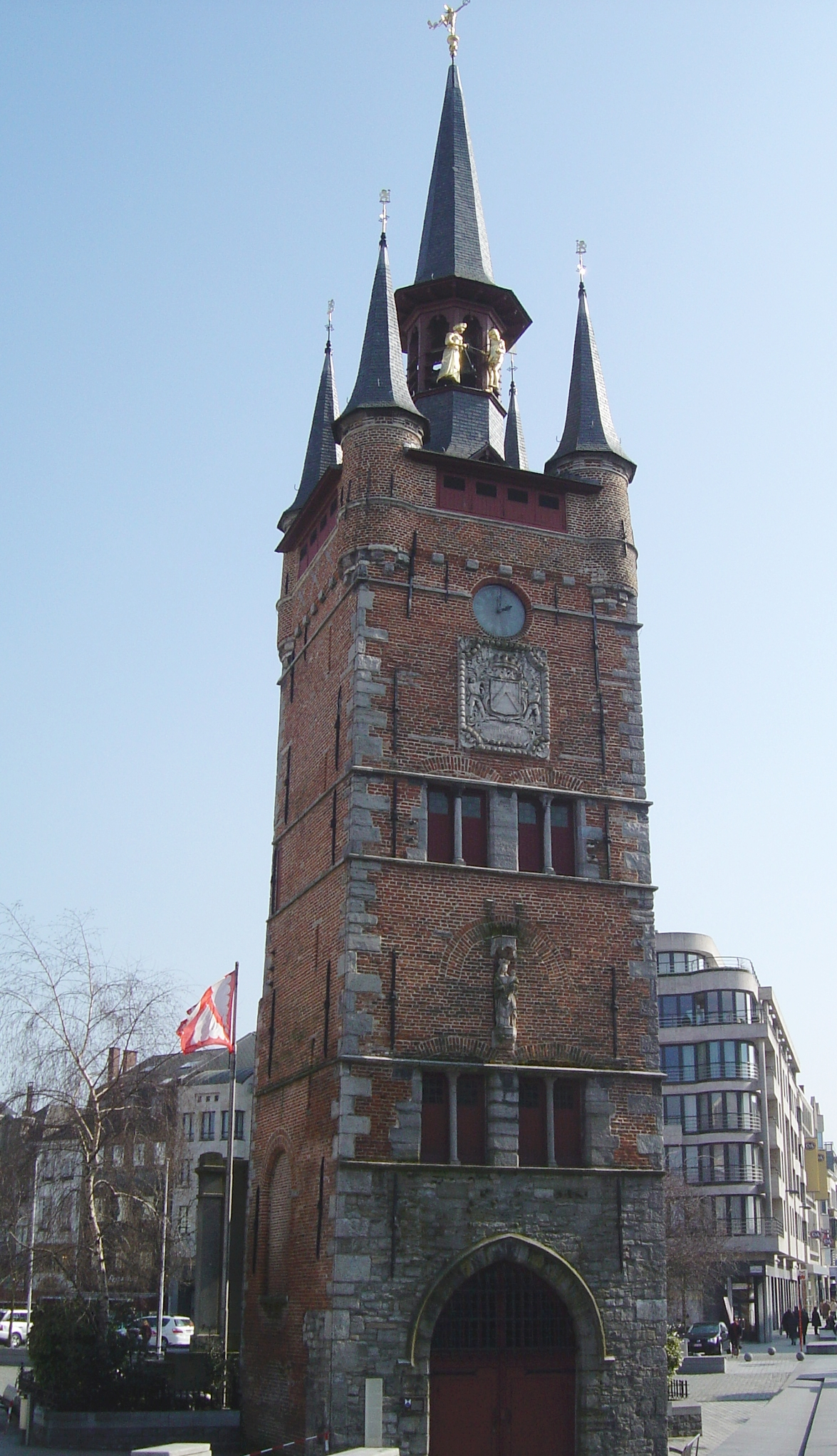